# Monte Agel
Il monte Agel (in italiano monte Agello) è una montagna delle Alpi Marittime e Prealpi di Nizza alta 1.148 m.

## Descrizione
Il monte Agel è la montagna delle Alpi prossima ai 1.000 m metri più vicina al mare da cui dista meno di 4 km situata nel comune di Peille. Inoltre si trova anche a soli 2 km e mezzo in linea d'aria dal Principato di Monaco, che domina insieme alla Testa di Cane. Dal monte Agel si ha una splendida vista sul Principato, sulla Costa Azzurra, sulla Riviera di Ponente, sulle Alpi Sud-occidentali e in caso nei giorni di bel tempo la vista può arrivare fino alla Corsica. Il monte Agel è facilmente raggiungibile da Beausoleil, Gorbio, Èze, Roccabruna, La Turbie pur trovandosi nel territorio del comune di Peille. Nei pressi del monte si trova il Monte-Carlo Golf Club a 900 metri d'altitudine con 18 buche. Sul monte si trova una base dell'aeronautica francese, la "base aérienne 943 Nice Capitaine-Auber" per la sorveglianza del Mediterraneo, chiusa nel luglio 2012. Inoltre il monte è usato per voli in parapendio.